# Насібашівська сільська рада
Насіба́шівська сільська рада (рос. Насибашевский сельский совет) — муніципальне утворення у складі Салаватського району Башкортостану, Росія. Адміністративний центр та єдиний населений пункт — село Насібаш.
Станом на 2002 рік до складу Насібашівської сільської ради входили село Насібаш та присілок Калмакларово. Пізніше присілок Калмакларово був переданий до складу Салаватської сільської ради.

## Населення
Населення — 755 осіб (2019, 951 в 2010, 1093 в 2002).